# Дібрівка (Звенигородський район)
Дібрі́вка — село в Україні, у Лисянській селищній громаді Звенигородського району Черкаської області. Центр Дібрівської сільської ради.

## Загальні відомості
Населення села становить 187 осіб (2018; 250 в 2005).
Дібрівка розташоване на невеликому пагорбі. На північному сході зростає невеликий ліс.
В північно-західних околицях села археологами було знайдено поселення трипільської культури на площі близько 15 га. На цій же території до сьогоднішніх днів знаходять рештки оборонних споруд Лимарської фортеці. За переказами старожилів козаки фортеці захищали територію від набігів ворогів з півдня. Оборонна споруда мала вигідне розташування: знаходилась на підвищенні та з трьох сторін була оточена глибокими ярами, які важко було здолати непомітно..
В селі знаходяться братська могила радянських воїнів та пам'ятний знак на честь загиблих односельчан. У 2016 році за кошти місцевого підприємця (вихідця з села) було капітально відремонтовано Обеліск Слави (пам*ятний знак) та облицьовано гранітною плиткою.
Серед релігійних громад в Дібрівці знаходиться Українська православна церква Київського патріархату.
Працюють фельдшерсько-акушерський пункт, сільські клуб , бібліотека, магазин. Транспортне сполучення з райцентром- приватний автотранспорт, таксі.

## Населення
Згідно з переписом УРСР 1989 року чисельність наявного населення села становила 317 осіб, з яких 114 чоловіків та 203 жінки.
За переписом населення України 2001 року в селі мешкало 269 осіб.

### Мова
Розподіл населення за рідною мовою за даними перепису 2001 року:
| Мова       | Відсоток |
| ---------- | -------- |
| українська | 99,63 %  |
| російська  | 0,37 %   |